# Saâcy-sur-Marne
Saâcy-sur-Marne là một xã ở tỉnh Seine-et-Marne, thuộc vùng Île-de-France ở miền bắc nước Pháp.

## Dân số
Người dân ở Saâcy-sur-Marne được gọi là Saâcyats.
Điều tra dân số năm 1999, xã này có dân số là 1.658.